# زورق المدفعية كورييتس
زورق المدفعية كورييتس (بالروسية: Кореец; كورييتس، أي الكوري) هو زورق مدفعية للبحرية الإمبراطورية الروسية دخل الخدمة عام 1888 وهو واحد من 9 زوارق مدفعية من ذات الفئة صنعتها شركة بيرجساند السويدية لبناء السفن لحساب الإمبراطورية الروسية٬ خاض الزورق كورييتس مركة بطولية في خليج تشيمولبو خلال الحرب الروسية اليابانية. وبعد فشله هو والطراد فارياغ في اختراق الحصار الياباني لخليج تشيمولبو عاد كورييتس إلى المرفأ حيث قام طاقمه بنسفه وإغراقه لكي لا يقع بأيدي اليابانيين.